# 雅加達國際自由車館
雅加達國際自由車館是一座位於印尼雅加達拉瓦芒溫的自由車館。它為2018年亞洲運動會比賽場館之一。自由車館佔地約9.5公頃。本館中有由Schuermann Architects設計的250公尺的自由車跑道、網球場和游泳池。雖然是為了自由車建造的，不過本館也可用於排球、羽球和五人制足球等其它體育項目。